# Panjange lanthana
Espèce
Panjange lanthana est une espèce d'araignées aranéomorphes de la famille des Pholcidae.

## Distribution
Cette espèce est endémique des Philippines.

## Description

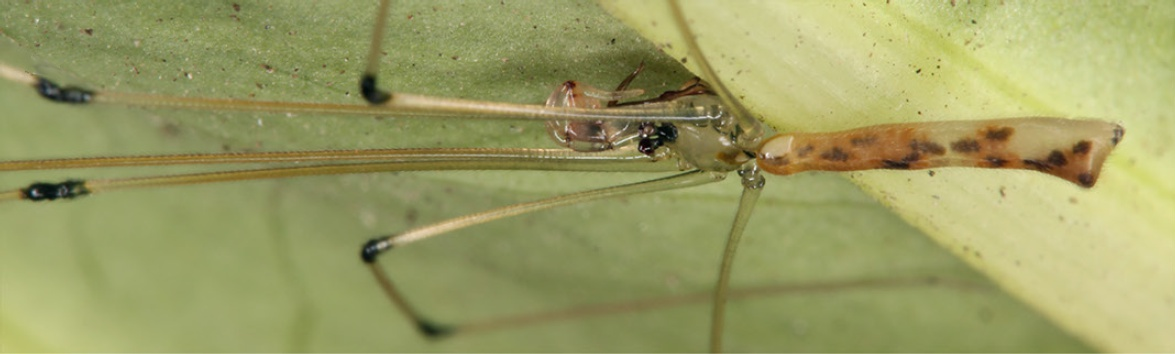
Panjange lanthana ♂

La femelle holotype mesure 3,90 mm et le mâle paratype 4,13 mm.

## Publication originale
- Deeleman-Reinhold & Deeleman, 1983 : Studies on tropical Pholcidae I: Panjange, a new genus of Indo-australian leaf- and rock-dwelling pholcid spiders (Araneae). Zoologische Mededelingen (Leiden), vol. 57, p. 121-130 (texte intégral).